# Џенг Ђе
Џенг Ђе (упрошћени кинески: 郑洁; традиционални кинески: 鄭潔; пинјин: Zhèng Jié; рођена 5. јула 1983) бивша је кинеска тенисерка која је 18. маја 2009. заузимала 15. место на ВТА листи.
Џенгова је у каријери освојила три појединачне титуле, у Хобарту 2005. и Стокхолму и Есторилу 2006. Такође је освојила једанаест турнира у конкуренцији парова, укључујући и Отворено првенство Аустралије и Вимблдон 2006, достигавши треће место на ВТА листи у овој конкуренцији. Стигла је до полуфинала Вимблдона 2008. године, поставши прва кинеска тенисерка која је достигла полуфинале једног гренд слем турнира, а исти резултат остварила је и на Отвореном првенству Аустралије 2010. На Олимпијским играма 2008. освојила је бронзану медаљу у конкуренцији парова.
Током Отвореног првенства Аустралије 2010, Џенгова и њена сународница На Ли ушле су у историју као прве кинеске тенисерке које су на једном гренд слем турниру стигле до полуфинала. Медији, углавном кинески, назвали су их два „Златна цвета“, и многи су њихово достигнуће навели као пробој кинеског тениса и најаву Кине као нове тениске силе.

## Приватни живот
Током Вимблдона 2008. године, Џенгова је постала веома позната у Кини, поставши прва Кинескиња која је стигла до полуфинала једног гренд слем турнира. Зараду од тог турнира донирала је за помоћ жртвама земљотреса 2008. у Сечуану, њеној родној провинцији.
Џенгову је раније тренирала Ђанг Хунг Веј, тренер кинеског Фед куп и Дејвис куп тима, а сада је тренира њен муж Џанг Ју. Један је од чланова Савета „Јонекса“, произвођача тениске опреме. Тенис је почела да тренира са десет година, импресионирана мечевима Монике Селеш и Штефи Граф. У септембру 2007. УНЕСКО ју је именовао једном од својих промотера у сарадњи са Женском тениском асоцијацијом, уз Винус Вилијамс и Татјану Головин.

## Стил игре
Игру Џенгове карактерише константност. Као дефанзивна играчица, ударце пласира дубоко у терен противнице. Такође врло добро се креће на терену, одржавајући поене и спасавајући директне поене. Након година играња у конкуренцији парова, добра је играчица и на мрежи. Поред тога што има јак бекхенд, њен сервис је прилично слаб. Упркос слабом сервису, он је изузетно прецизан и има висок проценат убаченог првог сервиса. Из истог разлога, често се ослања на сервис у тело противнице. Њеном најслабијом тачком сматрају се слаби ударци током игре. Висина Џенгове спречава је да удара лоб ударце и високе лопте, посебно на шљаци.

## Награде
- 2008 — Награда ВТА за повратак године

## Статистике у каријери

### Гренд слем финала у паровима (2–0)
| Исход  | Година | Турнир                        | Подлога | Партнерка | Противнице у финалу                  | Резултат         |
| Победа | 2006   | Отворено првенство Аустралије | Тврда   | Ци Јан    | Лиса Рејмонд Саманта Стосур          | 2–6, 7–6(7), 6–3 |
| Победа | 2006   | Вимблдон                      | Трава   | Ци Јан    | Вирхинија Руано Паскуал Паола Суарез | 6–3, 3–6, 6–2    |

### ВТА појединачна финала (3–2)
| Легенда: Пре 2009.              | Легенда: Од 2009.        |
| ------------------------------- | ------------------------ |
| Гренд слем турнири (0\|0)       |                          |
| Завршна првенства сезоне (0\|0) |                          |
| категорија (0\|0)               | Обавезни Премијер (0\|0) |
| категорија (0\|0)               | Премијер 5 (0\|0)        |
| категорија (0\|0)               | Премијер (0\|1)          |
| и категорија (3\|1)             | Међународни (0\|0)       |

| Исход  | #  | Датум            | Турнир                     | Подлога | Противница у финалу    | Резултат                |
| Победа | 1. | 14. јануар 2005. | Хобарт                     | Тврда   | Жизела Дулко           | 6–2, 6–0                |
| Пораз  | 1. | 2. мај 2005.     | Рабат                      | Шљака   | Нурија Љагостера Вивес | 4–6, 2–6                |
| Победа | 2. | 7. мај 2006.     | Ешторил                    | Шљака   | На Ли                  | 6(5)–7, 7–5, предат меч |
| Победа | 3. | 13. август 2006. | Стокхолм                   | Тврда   | Анастасија Мискина     | 6–4, 6–1                |
| Пораз  | 2. | 22. мај 2010.    | Отворено првенство Варшаве | Шљака   | Александра Дулгеру     | 6–3, 6–4                |

### ВТА финала у паровима (11–9)
| Легенда: Пре 2009.              | Легенда: Од 2009.     |
| ------------------------------- | --------------------- |
| Гренд слем (2/0)                |                       |
| ВТА првенство (0/0)             |                       |
| Прва категорија (2/1)           | Главни Премијер (0/0) |
| Друга категорија (2/2)          | Премијер 5 (0/0)      |
| Трећа категорија (2/2)          | Премијер (0/1)        |
| Четврта и пета категорија (3/3) | Интернашонал (0/0)    |

| Исход  | #   | Датум    | Турнир        | Подлога | Партнерка | Противнице у финалу                       | Резултат         |
| Пораз  | 1.  | 15–07–03 | Беч           | Шљака   | Ци Јан    | Тинг Ли Суен Тјентјен                     | 3–6, 4–6         |
| Победа | 1.  | 14–01–05 | Хобарт        | Тврда   | Ци Јан    | Анабел Медина Гаригес Динара Сафина       | 6–4, 7–5         |
| Победа | 2.  | 12–02–05 | Хајдерабад    | Тврда   | Ци Јан    | Тинг Ли Суен Тјентјен                     | 6–4, 6–1         |
| Пораз  | 2.  | 18–09–05 | Бали          | Тврда   | Ци Јан    | Ана-Лена Гренефелд Меган Шонеси           | 3–6, 3–6         |
| Пораз  | 3.  | 25–09–05 | Пекинг        | Тврда   | Ци Јан    | Марија Венто-Кабчи Нурија Љагостера Вивес | 2–6, 4–6         |
| Победа | 3.  | 28–01–06 | Мелбурн       | Тврда   | Ци Јан    | Лиса Рејмонд Саманта Стосур               | 2–6, 7–6(7), 6–3 |
| Пораз  | 4.  | 12–02–06 | Патаја        | Тврда   | Ци Јан    | Тинг Ли Суен Тјентјен                     | 6–3, 1–6, 6(5)–7 |
| Победа | 4.  | 14–05–06 | Берлин        | Шљака   | Ци Јан    | Јелена Дементјева Флавија Пенета          | 6–2, 6–3         |
| Победа | 5.  | 21–05–06 | Рабат         | Шљака   | Ци Јан    | Бетани Матек Ешли Харклроуд               | 6–1, 6–3         |
| Победа | 6.  | 24–06–06 | Схертогенбосх | Трава   | Ци Јан    | Ана Ивановић Марија Кириленко             | 3–6, 6–2, 6–2    |
| Победа | 7.  | 08–07–06 | Вимблдон      | Трава   | Ци Јан    | Вирхинија Руано Паскуал Паола Суарез      | 6–3, 3–6, 6–2    |
| Пораз  | 5.  | 13–08–06 | Стокхолм      | Тврда   | Ци Јан    | Ева Бирнерова Јармила Гајдошова           | 6–0, 4–6, 2–6    |
| Победа | 8.  | 26–08–06 | Њухејвен      | Тврда   | Ци Јан    | Лиса Рејмонд Саманта Стосур               | 6–4, 6–2         |
| Победа | 9.  | 15–04–07 | Чарлстон      | Шљака   | Ци Јан    | Пенг Шуај Суен Тјентјен                   | 7–5, 6–0         |
| Победа | 10. | 26–05–07 | Стразбур      | Шљака   | Ци Јан    | Алиша Молик Суен Тјентјен                 | 6–3, 6–4         |
| Пораз  | 6.  | 06–01–08 | Гоулд Коуст   | Тврда   | Ци Јан    | Агнеш Савај Динара Сафина                 | 1–6, 2–6         |
| Победа | 11. | 11–01–08 | Сиднеј        | Тврда   | Ци Јан    | Татјана Перебијнис Татјана Пучек          | 6–4, 7–6(5)      |
| Пораз  | 7.  | 02–03–08 | Дубаи         | Тврда   | Ци Јан    | Кара Блек Лизел Хубер                     | 5–7, 2–6         |
| Пораз  | 8.  | 22–03–08 | Индијан Велс  | Тврда   | Ци Јан    | Јелена Веснина Динара Сафина              | 1–6, 6–1, [8–10] |
| Пораз  | 9.  | 23–05–08 | Варшава       | Шљака   | Ци Јан    | Ракел Копс-Џоунс Бетани Матек Сандс       | 1–6, 1–6         |